# Rensselaerville
Rensselaerville város az USA New York államában, Albany megyében. Lakosainak száma 1826 fő (2020. április 1.).

## Népesség
A település népességének változása:

| 2010 | 1 843 |
| 2020 | 1 826 |